# John Rooney
John Richard Rooney o John Rooney (17 de diciembre de 1990, Liverpool, Inglaterra) es un futbolista inglés, que juega como mediocampista en el Macclesfield F.C. de la Northern Premier League. Es el hermano menor del jugador Wayne Rooney.

## Trayectoria

### Everton F.C.
Empezó a jugar en el Everton F.C., entrando en la academia de juveniles en 1996 junto a su hermano Wayne. En el 2002 se marchó del club pero su hermano siguió jugando en él hasta el 2004, año en el que fichó por el Manchester United.

### Macclesfield Town F.C.
Fichó por el Macclesfield Town F.C. en 2002, club en el cual firmó su primer contrato profesional el 14 de julio de 2008, cuatro meses antes debutó ante el Barnet F.C. el 24 de marzo. Anotó su primer gol en un partido ante el Dagenham & Redbridge F.C. en la derrota de su equipo por 2-1 el 28 de marzo de 2009. Decidió no renovar y salió del club.

### New York Red Bull
Después de unas pruebas sin éxito con el Derby County y con el Huddersfield Town, empezó otras pruebas con el Seattle Sounders F.C. y con el Portland Timbers. Finalmente fichó por el New York Red Bulls. El 13 de enero de 2011, fue seleccionado en la segunda ronda del SuperDraft de la MLS. Debutó el 16 de abril entrando como sustituto en el minuto 89 en la victoria por 3-0 ante el San Jose Earthquakes en el Red Bull Arena. Disputó su primer partido como titular ante el F.C. New York en el que también anotó un gol en la victoria por 2-1.

### Orlando City
Se marchó de Nueva York el 23 de noviembre de 2011 y fichó por el Orlando City F.C. el 26 de enero de 2012. Debutó ante el Toronto F.C. anotando un gol en un partido que acabó con empate a 2. El 15 de abril, anotó dos goles y dio una asistencia ante el Wilmington Hammerheads. El 22 de mayo anotó dos goles de la segunda ronda de la Lamar Hunt U.S. Open Cup ante el KC Athletics en un partido que acabó con victoria por 7-0 para el Orlando City. El 27 de julio gana la USL Professional Division tras derrotar al Charleston Battery por 4-0.

### Barnsley F.C.
Después de marcharse del Orlando City, firmó un contrato con el Barnsley F.C. en octubre de 2012. Club que abandona al final de temporada.

### Bury F.C.
El 10 de junio de 2013, el Bury F.C. anuncia su contratación por un año. Pero es cedido a mitad de temporada al Chester F.C..

### Chester F.C.
Durante los meses de cesión en el Chester F.C. disputa 4 partidos y marca un gol. Al término de este período es firmado como nuevo jugador del equipo, permaneciendo en el club dos temporadas más.

### Wrexham F.C.
Sin embargo, en el verano de 2016, ficha por el eterno rival de los blues, el Wrexham F.C..

## Clubes
| Club                    | País           | Año           |
| ----------------------- | -------------- | ------------- |
| Macclesfield Town F.C.  | Inglaterra     | 2007-2010     |
| New York Red Bulls      | Estados Unidos | 2011          |
| Orlando City            | Estados Unidos | 2012          |
| Barnsley F.C.           | Inglaterra     | 2012-2013     |
| Bury F.C.               | Inglaterra     | 2013-2014     |
| Chester F.C. (préstamo) | Inglaterra     | 2013-2014     |
| Chester F.C.            | Inglaterra     | 2014-2016     |
| Wrexham F.C.            | Gales          | 2016-2017     |
| Guiseley AFC (préstamo) | Inglaterra     | 2017          |
| Barrow                  | Inglaterra     | 2018-2020     |
| Stockport County        | Inglaterra     | 2020-2022     |
| Barrow                  | Inglaterra     | 2022          |
| Oldham Athletic         | Inglaterra     | 2022-2023     |
| Macclesfield F.C.       | Inglaterra     | 2023-presente |